# دين كورت
دين كورت (بالإنجليزية: Dean Court)‏ هو ملعب كرة قدم في بورنموث بإنجلترا. فُتح عام 1910 ، يتسع الملعب إلى 10700 متفرج.